# Christfried Jakob
Christfried Jakob, Christofredo Jakob (ur. 25 grudnia 1866 w Wörnitzostheim koło Nördlingen-im-Ries, zm. 6 maja 1956 w Buenos Aires) – niemiecko-argentyński lekarz, neuropatolog, filozof, poeta. Przez Constantina von Economo i Georga N. Koskinasa zaliczany, obok Theodora Kaesa i Santiago Ramóna y Cajala, do najwybitniejszych neuroanatomów zajmujących się korą mózgową. W jego dorobku naukowym znajduje się 30 bogato ilustrowanych monografii i około 200 artykułów dotyczących neurobiologii porównawczej, anatomii opisowej i patologicznej, neuropatologii, psychiatrii, neuropsychologii, filozofii, embriologii, zoologii, botaniki, hydrobiologii, paleontologii i geografii. Na jego cześć nazwano jezioro Lago Jakob, badane przez niego w 1934 roku, zlokalizowane na wysokości 1 600 m n.m. w regionie Nahuel Huapí w zachodniej części Patagonii (41°S, 71°W). Pod pseudonimem Dr. Aussenseiter wydał dwa zbiory wierszy, Die Apotheose der Null (1932) i Die Apotheose des Unendlichen (1944).

## Życiorys
Urodził się jako syn Gottfrieda Jakoba i Babette z domu Körber 25 grudnia (stąd imię) 1866 roku w Wörnitzostheim na północ od bawarskiego miasta Nördlingen-im-Ries. Rozpoczął studia medyczne na Uniwersytecie w Erlangen w 1886 i ukończył je 18 czerwca 1890], otrzymując nagrodę w wysokości 1 000 marek za wybitne wyniki w nauce. Dysertacja doktorska Jakoba dotyczyła kiłowego zapalenia aorty; jego promotorem był Friedrich Albert von Zenker. W 1892 Jakob był drugim, i w 1893 pierwszym asystentem w klinice uniwersyteckiej, którą kierował w tym czasie Adolf von Strümpell. W 1895 Jakob rozpoczął prywatną praktykę w Bambergu i w tym samym roku wydał swoją pierwszą pracę, atlas neuroanatomii, przetłumaczony wkrótce na rosyjski, angielski, francuski i włoski. W 1899 roku ukazało się jego drugie wydanie. W 1897 Jakob opublikował atlas metod badania klinicznego, który doczekał się tłumaczeń na angielski i francuski.
W 1898 na zaproszenie Domingo Cabreda profesora psychiatrii Uniwersytetu w Buenos Aires, Jakob podpisał trzyletni kontrakt i wyjechał do Argentyny by kierować laboratorium Klinki Neurologicznej i Psychiatrycznej Hospicio de las Mercedes (Strümpell odrzucił zaproszenie). Główną zachętą była możliwość badań na dużym materiale; w Buenos Aires rocznie badano 300 mózgów, w Niemczech w tym samym czasie zaledwie 2-3.
Jakob wypłynął do Argentyny z Hamburga i był w Buenos Aires 17 lipca 1899 roku. W 1912 przedłużył kontrakt i pozostał w Argentynie na stałe nie licząc dwuletniego wyjazdu do Niemiec. Pracował w Hospital Nacional de Alienadas, zakładzie umysłowym dla kobiet w Buenos Aires.

## Dorobek naukowy

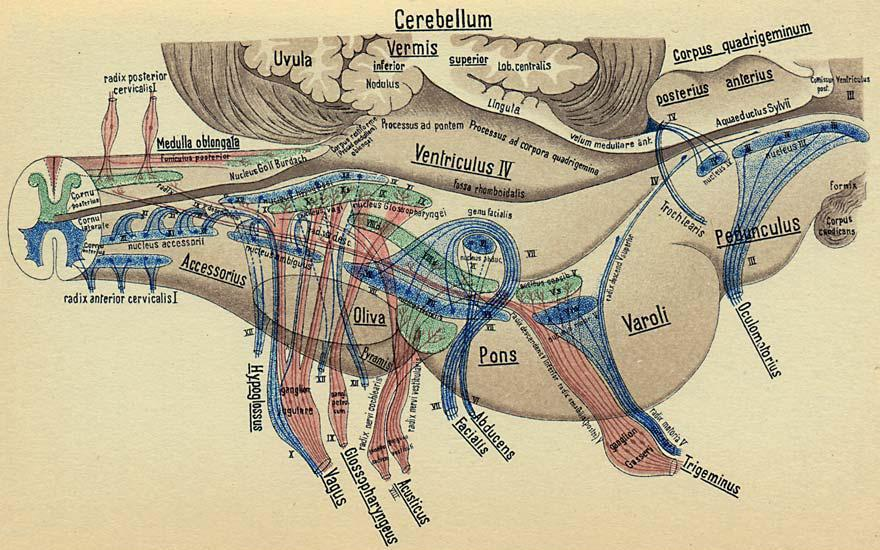
Ilustracja z atlasu Christfrieda Jakoba (1895)

Opublikował tam m.in. trzytomowy atlas Folia Neurobiologica Argentina. Jakob zajmował się również zoologią, opisując anatomię i histologię ssaków Grypotherium domesticum, Chlamydophorus truncatus, Didelphys azarai, Metachirus crassicaudatus) oraz gadów, takich jak Caiman latirostris. W 1905 roku przedstawił pracę poświęconą anatomii mózgowia południowoamerykańskich Indian. Był twórcą Argentyńskiej Szkoły Neurobiologicznej (Escuela Neurobiológica Argentina).
Jakob około 1907–1908 roku odkrył funkcję zakrętu obręczy, jaką jest zbieranie bodźców proprioceptywnych i interoceptywnych z mięśni i trzewi, a między 1911 a 1913 rokiem w monografiach poświęconych neuroanatomii porównawczej opisał udział ciał suteczkowatych, przednich jąder wzgórza i hipokampa (czyli elementów kręgu Papeza) w kontroli emocji (na kilkanaście lat przed pracami Papeza). W pracach tych Jakob opisał też projekcje wzgórzowo-obręczowe, które to odkrycie przypisuje się zazwyczaj Le Gros Clarkowi i Boggonowi (prace z 1933 roku), i wprowadził termin „mózgu trzewnego”, co ponownie zrobił Paul D. MacLean w 1949 roku.

## Wybrane prace
- Atlas des gesunden und kranken Nervensystems nebst Grundriss der Anatomie, Pathologie und Therapie desselben. München: Verlag von J. F. Lehmann, 1895.
- Atlas der klinischen Untersuchungsmethoden nebst Grundriss der klinischen Diagnostik und der speziellen Pathologie und Therapie der inneren Krankheiten. München: Verlag von J. F. Lehmann, 1897
- Contribution à l'étude de la morphologie des cerveaux des Indiens. Rev Museo de La Plata 12, ss. 59-72, 1905
- Das Menschenhirn: Eine Studie über den Aufbau und die Bedeutung seiner grauen Kerne und Rinde. I. Teil. Tafelwerk nebst Einführung in den Organisationsplan des Menschlichen Zentralnervensystems. München: J. F. Lehmann’s Verlag, 1911
- Ueber die Ubiquität der senso-motorischen Doppelfunktion der Hirnrinde als Grundlage einer neuen biologischen Auffassung des kortikalen Seelenorgans. Münchener medizinische Wochenschrift 59, ss. 466-468, 1912
- El cerebro humano (Folia Neurobiológica Argentina, Atlas I–III). Buenos Aires: Aniceto López Editor, 1939–1941
- La función psicogenética de la corteza cerebral y su posible localización. An Inst Psicol (Buenos Aires) 3, ss. 63-80, 1941
- Jakob C., Onelli C. Atlas del cerebro de los mamíferos de la República Argentina: Estudios anatómicos, histológicos y biológicos comparados, sobre la evolución de los hemisferios y de la corteza cerebral. Buenos Aires: Imprenta de Guillermo Kraft, 1913
- Problemas actuales de la psiquiatría general y sus relaciones con las ciencias sociales y jurídicas. 1915